# Flora Farnese
A Flora Farnese é uma estátua da antiga Coleção Farnese, hoje parte do acervo do Museu Arqueológico Nacional de Nápoles, Itália.

## Descrição
A estátua mede cerca de 3,5 metros de altura e foi realizada em mármore. Sua identificação como a deusa Flora é tardia e conjetural. Foi encontrada incompleta e sem atributos identificadores. Como apresenta algumas flores gravadas em sua túnica, foi restaurada como Flora. A identificação se consagrou, mas o museu a apresenta atualmente como Flora ou Pomona. Seu aspecto atual é o resultado de vários restauros que reintegraram as partes ausentes: a cabeça, parte do pescoço, o braço direito, o antebraço esquerdo, os pés e a base. A deusa está de pé, repousando sobre a perna direita, com a esquerda fletida e recuada. Os cabelos ondulados são divididos ao meio e presos por uma fita, e a cabeça está ligeiramente voltada para a direita do observador. O corpo é coberto por uma túnica ricamente pregueada, presa por um cinto na altura dos quadris, e que descobre o ombro direito e os pés. O braço direito pende ao lado do corpo, segurando a borda da túnica, e o esquerdo se projeta para a frente, enrolado em um manto e segurando um ramo de flores.

## História
A datação do torso, a parte original, é incerta. Provavelmente seja uma cópia ou derivação helenística de um original grego clássico do século V a.C., seguindo a tipologia de Afrodite. Foi encontrada em Roma em sítio desconhecido, possivelmente nas proximidades das Termas de Caracala, mas não pode ter sido desenterrada ali, como se pensou por muito tempo, pois foi documentada antes de 1536 em um desenho de Marten van Heemskerck, e as escavações das termas iniciaram somente em 1545. Em 1550 foi descrita por Ulisse Aldovrandi ainda em estado fragmentário. Pouco depois foi restaurada por Guglielmo della Porta, que acrescentou as partes que faltavam. Sua reconstrução geral foi bem sucedida, deduzida a partir de vestígios que havia no corpo. A parte mais problemática foi a mão esquerda, cuja posição não podia ser estabelecida com segurança, nem que objeto teria segurado. Decidiu-se por fazê-la segurar uma coroa de flores.
No século XVII a peça já havia ganhado fama, e cópias foram encomendadas por Velásquez para a coleção dos reis da Espanha e por Poussin para o conde de Chantelou. Com a extinção da linha varonil da família Farnese no século XVIII, a coleção passou para a herdeira Isabel, casada com Filipe V da Espanha, e através dela em 1731 as obras foram incorporadas ao acervo dos Bourbon, mas somente em 1777 começou a transferência da antiga Coleção Farnese para Nápoles, sob o forte protesto dos papas, que desejam mantê-la em Roma, especialmente peças como a Flora, nesta época já considerada uma obra-prima e um dos carros-chefes da coleção. Em 1787 Carlo Albacini foi encarregado de fazer um novo restauro, removendo todas as reintegrações anteriores e provendo novas. Manteve a disposição do braço direito e dos pés semelhante à antiga, mas substituiu a coroa de flores por um ramo, o que exigiu a mudança do posicionamento da mão esquerda. Para a cabeça ele instalou uma cabeça antiga de Juno, mas seu estilo era bastante diferente do restante do corpo e a opção foi duramente criticada, fazendo com que Albacini criasse uma nova cabeça de sua autoria, que também não agradou. Mesmo assim, em 1800 finalmente a Flora foi remetida para Nápoles.
No início do século XIX a cabeça foi mais uma vez trocada por Andrea Cali, que acrescentou uma coroa de flores sobre os cabelos, e já se previa uma nova substituição por ser considerada também inadequada. Um certo Taglioni em 1809 criou um modelo em gesso a partir de uma cabeça antiga de Afrodite, que deveria ter sido copiada em mármore por Francesco Nicolai e instalada, mas isso não aconteceu. A cabeça atual, de gesso, provavelmente seja a de Taglioni, mas não se exclui a possibilidade de ser de Antonio Cali, filho de Andrea, que em 1853 se prontificou a substituir a então existente, mas não se sabe se o projeto foi materializado.
A Flora foi muito estimada desde sua descoberta, e entre os séculos XVIII e XIX tornou-se celebérrima, admirada especialmente pela beleza do torso e do requintado drapejado das vestes, sendo copiada em gesso e mármore para várias coleções reais, academias e jardins da Europa, tornando-se também peça popular em gravuras e reproduções miniaturizadas em marfim, cerâmica, porcelana, mármore, chumbo e bronze. As cópias, feitas em diferentes épocas, permitem acompanhar todas as transformações que a estátua sofreu em seus sucessivos restauros. Ainda hoje é considerada uma das obras mais significativas da antiga Coleção Farnese.